# Argentita

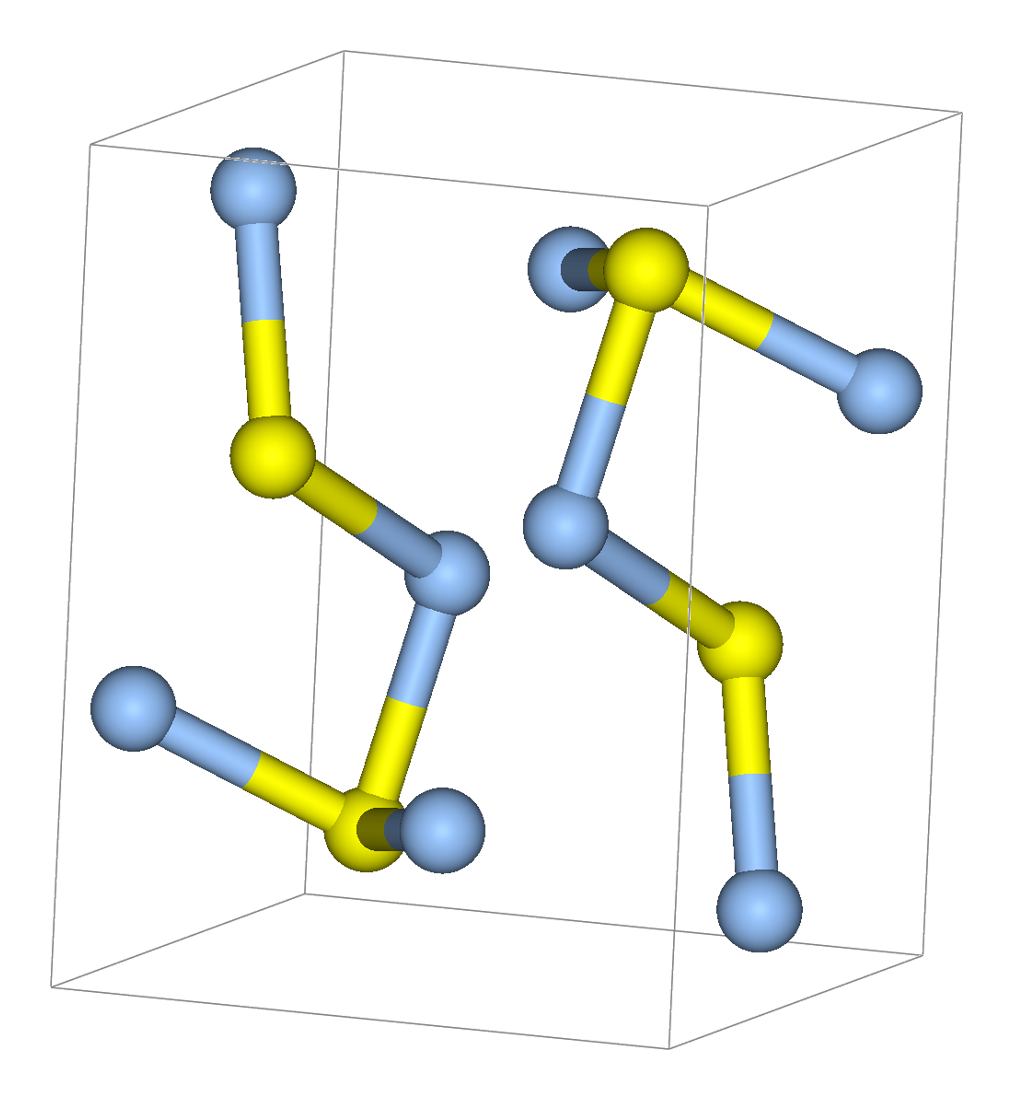
Molécula de argentita.

La argentita (del latín argentum, que significa "plata"), también llamada argirita, es un sulfuro de fórmula Ag2S, si es pura contiene 87,1% de plata. La acantita, que es una polimorfa de la argentita, se forma a una temperatura inferior a 179 °C.

## Aspecto
La argentita se presenta en cristales hexaédricos y octoédricos; son escasos los cristales dodecaédricos. Con formas filiformes y arborescentes.

## Yacimientos
Se presenta en yacimientos hidrotermales, de baja temperatura, de sulfuros con otros minerales de plata. Es abundante en Comstock Lode, Nevada. Por lo regular los minerales de plata vienen acompañados con minerales de plomo, aunque también pueden coexistir con oro lo cual es muy común y el oro junto con la plata se extraen y procesan por métodos iguales.

## Aplicaciones
Es una de las menas de plata más importante.
- Datos: Q422874
- Multimedia: Argentite / Q422874